# Lento (canción de Julieta Venegas)
«Lento» es una canción interpretada por la cantante mexicana Julieta Venegas, lanzada el 30 de julio de 2004 como el segundo sencillo de difusión de su tercer álbum de estudio Sí.

## Canción
La canción fue escrita por Coti Sorokin y Julieta Venegas. Trata de que todo hay que tomarlo lento sin prisas en una relación, todo se va dando poco a poco y poco a poco va abriendo puertas que hacen a las personas sentirse seguros de lo que hacen. Ocupó en el Billboard las posiciones 31 y 13 en el Hot Latin Tracks y Latin Pop Airplay respectivamente.
En 2009 junto a la cantante brasileña Érika Martins hacen una versión en portugués de la canción teniendo mucho éxito en Brasil.

## Videoclip musical
El videoclip oficial fue grabado y filmado en Tokio (Japón). Cuenta con la participación de su hermana gemela Yvonne.
El videoclip comienza cuando Julieta Venegas camina por las calles de Tokio y la sigue su hermana Yvonne. Ambas están vestidas con la misma ropa y flores y plantas animadas comienzan a crecer cada vez que Julieta pasa por alguna calle u objeto que toque. El video termina cuando las hermanas juegan en una máquina de sacar un peluche.
| Año  | Lista                              | Posición |
| ---- | ---------------------------------- | -------- |
| 2004 | Los 50 + Pedidos del 2004 (Norte)  | 49       |
| 2004 | Los 100 + Pedidos del 2004 (Norte) | 18       |
| 2004 | Los 100 + Pedidos del 2004 (Sur)   | 21       |

## Lista de canciones
Sencillo en CD
1. «Lento» - 4:00

## Posiciones en listas
| Lista (2004)                               | Posición |
| ------------------------------------------ | -------- |
| Argentina (Top 20 Argentina)               | 10       |
| Chile (Top 20 Chile)                       | 2        |
| Estados Unidos (Billboard Hot Latin Songs) | 31       |
| Estados Unidos (Billboard Latin Pop Songs) | 13       |
| México (Top 10 México)                     | 1        |